# Sulfid hafničitý
Sulfid hafničitý je anorganická sloučenina hafnia a síry. Jedná se o vrstevnatý dichalkogenid s chemickým vzorcem HfS2. Několik atomárních vrstev tohoto materiálu lze exfoliovat a použít pro výrobu tranzistoru řízeného elektrickým polem. Práškový sulfid hafničitý lze vyrobit reakcí sulfanu a oxidů hafnia při 500–1300 °C.